# Декаметилендиметилметоксикарбонилметиламмония дихлорид
Декаметилендиметилметоксикарбонилметиламмония дихлорид — вещество, используемое в фармакологии в качестве дезинфицирующего средства и антисептика.
Торговые наименования: декаметоксин, декасан, офтадек, септефрил.

## История
Открыт профессором Черновицкого медицинского института Галиной Троян.

## Международное название (МНН) и состав
Декасан — [1,10-декаметилен-бис(N,N-диметилметоксикарбонилметил) аммония дихлорид];
основные физико-химические свойства: бесцветная прозрачная жидкость;
состав: 1мл раствора содержит 0,0002г декаметоксина;
вспомогательные вещества: натрия хлорида 0,00009г; воды для инъекций до 1 мл.
Форма выпуска: раствор 0,02 % во флаконах.
Фармакологическая группа. Антисептические и дезинфицирующие средства. АТС D08А.

## Фармакологические свойства
Фармакологические свойства. Антимикробный, противогрибковый препарат, концентрирующийся на цитоплазматической мембране (ЦПМ) микробной клетки и соединяющийся c фосфатидными группами липидов мембраны, нарушая проницаемость ЦПМ микроорганизмов. Декаметоксин создает выраженное бактерицидное действие на стафилококки, стрептококки, дифтерийную и синегнойную палочки, капсульные бактерии и фунгицидное действие на дрожжи, дрожжеподобные грибы, возбудителей епидермофитии, трихофитии, микроспории, эритразмы, некоторые виды плесневых грибов (аспергилы, пеницилы), протистоцидное действие на трихомонады, лямблии, вирусоцидное действие на вирусы. Высокоактивен относительно микроорганизмов, стойких к антибиотикам (пенициллин, левомицетин, тетрациклины, стрептомицин, мономицин, канамицин, неомицины, новобиоцин, эритромицин, олеандомицин и др.). Образование стойких к декаметоксину форм при длительном применении происходит медленно и не превышает эффективных концентраций препарата. Бактериостатические (фунгистатические) концентрации сходны с его бактерицидными (фунгицидными), вирусоцидными, протистоцидными концентрациями. В процессе лечения декасаном повышается чувствительность антибиотико-резистентных микроорганизмов к антибиотикам.
Фармакокинетика. Препарат для наружного применения в виде промываний или примочек; практически не всасывается слизистыми оболочками, неповрежденной кожей и раневой поверхностью.

## Показания к применению
Показания к применению. Декасан применяют для лечения гнойничковых бактериальных и грибковых заболеваний кожи, микробной экземы, гнойно-воспалительных поражений мягких тканей (абсцессы, карбункулы, флегмоны, фурункулы, нагноившиеся раны, панариции). Препарат назначают при стоматологических заболеваниях (стоматиты, язвенно-некротический гингивит, дистрофически-воспалительная форма пародонтоза I—II степени в стадии обострения). Декасан также применяют при абсцессе легких, бронхоэктатической болезни, кистозной гипоплазии легких, осложненной нагноением, хроническом бронхите в фазе обострения, хроническом тонзиллите, ангине, носительстве стафилококков и дифтерийных палочек, язвенном колите, парапроктите.
В гинекологической практике декасан применяют для лечения кандидоза слизистой влагалища, воспалительных заболеваний гениталий микробного происхождения, предродовой санации родовых путей, лечения послеродового эндометрита.
Декасан применяют для гигиенической дезинфекции кожи рук медперсонала и резиновых перчаток во время обследования больных, проведения медицинских манипуляций и малых хирургических вмешательств, пред стерилизационной дезинфекции медицинских инструментов и диагностического оборудования из металлов, резины, полимерных материалов и стекла.
Способ применения и дозы. При гнойных и грибковых поражениях кожи, нагноившихся ранах раствор применяют в виде промываний и примочек. Для лечения проктита и язвенного колита теплый раствор вводят в виде клизм по 50-100 мл 2 раза в сутки до полного стихания признаков острого воспаления. Свищи при хроническом парапроктите промывают Декасаном ежедневно на протяжении 3-4 суток. Для промывания мочевого пузыря у взрослых раствор декаметоксина применяют после предварительного разведения 1:7 очищенной водой в дозе 500—600 мл (на курс лечения 7-20 промываний).
Поражения слизистой оболочки полости рта лечат путём аппликаций по 25-50 мл на протяжении 10-15 мин, либо полоскания (100—150 мл). Дистрофически-воспалительную форму пародонтоза I—II степени в стадии обострения лечат путём ирригации патологических карманов десен теплым раствором (50-70 мл) либо аппликаций на десна до затихания воспалительных явлений. Больным с кандидозным поражением слизистой оболочки рта, язвенно-некротическим гингивитом назначают полоскания полости рта (100—150 мл) 4 раза в сутки на протяжении 5-10 дней.
Лечение кандидоза миндалин, хронического тонзиллита проводят промыванием лакун поднебенных миндалин (50-75 мл на промывание).
Санацию носителей стафилококка, дифтерийной палочки проводят путём полоскания зева, промывания лакун, орошения носоглотки, миндалин. Лакуны промывают 3-5 раз через день.
При абсцессе легких, бронхоэктатической болезни, кистозной гипоплазии легких, осложненных нагноением, хроническом бронхите в фазе обострения Декасан вводят эндобронхиально:
— через микротрахеостому — по 25-50 мл 1-2 раза в день;
— через трансназальный катетер — по 5-10 мл 1 раз в день;
— методом ультразвуковых ингаляций — по 5-10 мл 1-2 раза в день;
— при помощи лаважа трахеобронхиального дерева — в объеме 100 мл. Длительность лечения — 2 — 4 недели.
Для лечения микробных, грибковых и трихомонадных поражений слизистой влагалища Декасан применяют в виде спринцеваний (50-100 мл подогретого до 38°С препарата 3 раза в день). Таким же образом проводят предродовую санацию родовых путей однократно. Лечение послеродового эндометрита осуществляют путём промывания теплым препаратом полости матки (150—200 мл — 2-раза в сутки).

## Побочное действие и противопоказания
Побочное действие. В одиночных случаях возможна индивидуальная невосприимчивость. У лиц с индивидуальной невосприимчивостью лекарств возможно появление сыпи на коже после применения препарата; при эндобронхиальном введении — ощущение жара за грудиной, которое проходит самостоятельно через 20-30 мин после окончания процедуры.
Противопоказания. Индивидуальная сверхчувствительность к препарату.

## Передозировка
Ввиду того, что препарат не проникает в общую систему кровообращения, случаи передозировки крайне маловероятны.

## Взаимодействие с другими лекарственными средствами
Взаимодействие с другими лекарственными средствами:
Фармацевтическая: декаметоксин является катионным поверхностно-активным веществом, поэтому он несовместим с мылом и другими анионными соединениями.
Фармакодинамическая: декаметоксин повышает чувствительность антибиотико-резистентных микроорганизмов к антибиотикам.
Передозировка. В связи с отсутствием всасывания передозировок не наблюдается.

## Особенности применения
Особенности применения. Декаметоксин в концентрации, которая применяется в Декасане, не имеет токсического действия. Длительное применение Декасана не вызывает каких либо аллергических реакций. Подогревание препарата до +38 °C перед употреблением повышает эффективность действия.

## Условия и срок хранения
Условия и сроки хранения. При температуре +18 — +25 °C в защищенном от света, недоступном для детей месте.
Общий срок хранения — 3 года.
Условия отпуска. Без рецепта.

## Аналогичные препараты
Ближайшим аналогом Декасана по назначению и способу применения является хлоргексидин, мирамистин.

## Интересные факты
Слово "Декаметилендиметилметоксикарбонилметиламмоний" это самое длинное название химического препарата применяемого в медицине.